# Liste des conseillers départementaux du Jura

## Composition duConseil départemental du Jura(34 sièges)
|                                    |       |       |      |                           |
| Président du Conseil départemental |       |       |      |                           |
| Gérôme Fassenet (LR)               |       |       |      |                           |
| Parti                              | Sigle | Sigle | Élus | Groupes                   |
| Majorité (28 sièges)               |       |       |      |                           |
| Divers droite                      |       | DVD   | 16   | Majorité départementale   |
| Les Républicains                   |       | LR    | 12   | Majorité départementale   |
| Opposition (6 sièges)              |       |       |      | Majorité départementale   |
| Renaissance                        |       | RE    | 4    | Opposition départementale |
| Parti socialiste                   |       | PS    | 1    | Opposition départementale |
| Divers gauche                      |       | DVG   | 1    | Opposition départementale |

## Liste des conseillers départementaux duJura
| Canton                               | Conseillers départementaux |  | Parti | Observations |
| ------------------------------------ | -------------------------- |  | ----- | --- |
| Arrondissement de Dole               |                            |  |       | |
| Canton d'Authume                     | Franck David               |  | DVD   | 1er vice-président du Conseil départemental Ancien maire de Rainans                                                                                         |
| Canton d'Authume                     | Séverine Calinon           |  | DVD   | 6e Vice-présidente du Conseil départemental Première-adjointe au maire de Falletans                                                                         |
| Canton de Dole-1                     | Jean-Baptiste Gagnoux      |  | LR    | 7e Vice-président du Conseil départemental Premier-adjoint au maire de Dole (jusqu'en 2017) Maire de Dole (depuis 2017)                                     |
| Canton de Dole-1                     | Christine Riotte           |  | LR    | Première-adjointe au maire de Foucherans (jusqu'en 2020) Maire de Foucherans (depuis 2020)                                                                  |
| Canton de Dole-2                     | Stéphane Champanhet        |  | LR    | |
| Canton de Dole-2                     | Florence Maupoil           |  | DVD   | 8e Vice-présidente du Conseil départemental |
| Canton de Mont-sous-Vaudrey          | Gérôme Fassenet            |  | LR    | 5e Vice-président du Conseil départemental Maire de Louvatange Président de la Communauté de communes Jura Nord                                             |
| Canton de Mont-sous-Vaudrey          | Sandra Hählen              |  | LR    | Maire de Mouchard |
| Canton de Tavaux                     | Jean-Michel Daubigney      |  | DVD   | Maire de Tavaux |
| Canton de Tavaux                     | Florence Gay               |  | DVD   | |
| Arrondissement de Lons-le-Saunier    |                            |  |       | |
| Canton d'Arbois                      | René Molin                 |  | DVD   | Adjoint au maire d'Arbois (jusqu'en 2020) |
| Canton d'Arbois                      | Marie-Christine Chauvin    |  | LR    | Sénatrice du Jura (2017-2023) Maire de Chaux-Champagny (jusqu'en 2017)                                                                                      |
| Canton de Bletterans                 | Philippe Antoine           |  | RE    | Maire de Larnaud (jusqu'en 2020) |
| Canton de Bletterans                 | Danielle Brulebois         |  | RE    | Députée de la 1re circonscription du Jura (depuis 2017) Vice-présidente de l'Assemblée nationale (2017) Conseillère municipale de Chaumergy (jusqu'en 2020) |
| Canton de Champagnole                | Clément Pernot             |  | LR    | Président du Conseil départemental (2015-2023), sénateur du Jura (depuis 2023) Maire de Champagnole (jusqu'en 2015)                                         |
| Canton de Champagnole                | Éloïse Schneider           |  | LR    | 4e Vice-présidente du Conseil départemental |
| Canton de Lons-le-Saunier-1          | Thomas Barthelet           |  | PS    | 1er Adjoint à la mairie de Lons-le-Saunier (depuis 2020) |
| Canton de Lons-le-Saunier-1          | Christelle Plathey         |  | DVG   | |
| Canton de Lons-le-Saunier-2          | Cyrille Bréro              |  | DVD   | 3e Vice-Président du Conseil départemental Conseiller municipal de Lons-le-Saunier                                                                          |
| Canton de Lons-le-Saunier-2          | Yoanna Wancauwenberghe     |  | DVD   | |
| Canton de Poligny                    | Dominique Chalumeaux       |  | LR    | 9e Vice-Président du Conseil départemental |
| Canton de Poligny                    | Christelle Morbois         |  | LR    | 10e Vice-présidente du Conseil départemental 2e Adjointe au maire de Poligny                                                                                |
| Canton de Saint-Amour                | Christian Buchot           |  | LR    | Maire de Maynal |
| Canton de Saint-Amour                | Marie-Laure Perrin         |  | DVD   | |
| Arrondissement de Saint-Claude       |                            |  |       | |
| Canton de Moirans-en-Montagne        | Philippe Prost             |  | DVD   | Maire de Sarrogna Président de Terre d'Émeraude Communauté                                                                                                  |
| Canton de Moirans-en-Montagne        | Marie-Christine Dalloz     |  | LR    | Députée de la 2e circonscription du Jura (depuis 2007) |
| Canton de Hauts de Bienne            | Sébastien Benoit-Guyod     |  | DVD   | 6e Vice-président de la Communauté de communes de la Station des Rousses-Haut-Jura                                                                          |
| Canton de Hauts de Bienne            | Maryvonne Cretin-Maitenaz  |  | DVD   | 2e Vice-présidente du Conseil départemental Première adjointe au maire de Morbier                                                                           |
| Canton de Saint-Claude               | Jean-Louis Millet          |  | DVD   | Maire de Saint-Claude |
| Canton de Saint-Claude               | Catherine Chambard         |  | DVD   | 5e Adjointe au maire de Saint-Claude |
| Canton de Saint-Laurent-en-Grandvaux | Gilbert Blondeau           |  | DVD   | Ancien maire de Foncine-le-Haut |
| Canton de Saint-Laurent-en-Grandvaux | Françoise Vespa            |  | DVD   | Maire de Saint-Laurent-en-Grandvaux |
| Canton des Coteaux du Lizon          | Nelly Durandot             |  | RE    | Première-adjointe au maire de Coteaux du Lizon |
| Canton des Coteaux du Lizon          | Jean-Daniel Maire          |  | RE    | Maire de Viry |